# Sismique marine
 (décembre 2013).
La sismique marine est une technique d'étude de la géologie marine qui consiste à sonder les fonds marins, c'est-à-dire les différentes couches terrestres se trouvant sous la mer. Cette méthode donne des informations très précises sur les caractéristiques, la structure et la dynamique des fonds marins.
L'étude sismique des fonds marins est notamment utilisée par l'industrie pétrolière, désireuse d'explorer les roches situées sous les eaux profondes pour extraire les énergies fossiles. Le coût colossal de la construction de plates formes pétrolières pousse les compagnies à la réalisation d'études préalables des fonds marins afin de déceler la présence d'hydrocarbures.

## Historique
C’est vers la fin des années 1930 que l’on commence à voir apparaître les premières campagnes de prospection sismique marine dans la Manche et au large du New Jersey. À cette époque les systèmes d’acquisition étaient composés d'un ou plusieurs hydrophones, attachés à un câble, qui récupéraient les ondes émises par les explosifs servant de source sismique. 
Au lendemain de la Seconde Guerre mondiale, avec l’essor du pétrole off-shore et de l’informatique, les techniques et les méthodes d’acquisition et de traitement de données vont très vite évoluer. Ainsi on voit apparaître des navires tractant jusqu’à douze flûtes sismiques parallèles de 6 à 8 km de long. La source sismique est devenue un ensemble de canons à air qui émettent une onde de pression à des cadences élevées (de l'ordre de 5 secondes). 
De nos jours il existe plusieurs méthodes et appareils de prospection sismique permettant ainsi de répondre aux besoins de la recherche et aux différentes situations (profondeur d’eau, de pénétration et résolution).

## Principe
L'étude sismique utilise des impulsions envoyées depuis des navires spécialisés dans le domaine, permettant d'imager les sous-couches situées au fond de l'océan. Ces impulsions sont en fait des ondes de choc qui ont la faculté de se réfléchir. On les récupère ensuite à l'aide de détecteurs appelés « géophones » permettant de donner les caractéristiques du fond. Ce procédé s'avère compliqué lorsque plusieurs centaines de mètres d'eau se trouvent entre la surface terrestre et les géophones.

### La réfraction sismique
La réfraction sismique a pour but l’étude profonde du sous-sol marin, c'est-à-dire la croûte océanique. Chaque impulsion provoquée par une explosion permet de repérer des surfaces de discontinuité (au sens physique et non au sens géologique) séparant des roches dans lesquelles la célérité des ondes sismiques est différente. Les ondes qui atteignent l’une de ces limites sous l'angle d'incidence correspondant à la réfraction limite se propagent ensuite le long de cette interface qui leur sert de « guide d'ondes », ce qui canalise leur énergie et leur permet de se propager plus loin. Ces ondes sont réfléchies ou réfractées lors des changements d'élasticité et/ou de densité aux frontières des couches géologiques et atteignent ainsi les différents capteurs disposés sur le sol (les OBS : « Ocean Bottom Seismometer »). Le traitement des données permet ainsi de déterminer les vitesses de propagation des ondes sismiques à travers les différentes couches de matériaux, ainsi que leur profondeur. Avec ce type de procédé on récupère les ondes de types S et P. Cependant les ondes S naissent lors de la conversion des ondes P au niveau des interfaces.
Le champ d'application de la réfraction sismique est, pour le génie civil ou pour la prospection minière, la recherche de la base des alluvions dans une vallée, pour la prospection pétrolière, la reconnaissance par points d'un socle cristallin et l'étude de l'épaisseur de la croûte terrestre à terre et en mer.

### La réflexion sismique
La méthode de réflexion sismique est l'une des plus développées en géophysique, du fait de son utilisation à grande échelle pour la prospection de pétrole et de gaz naturel. Dans le cas de la recherche par exemple, la méthode reste la même mais les appareils et les paramètres doivent être ajustés pour permettre une plus grande résolution et une meilleure précision à des profondeurs plus faibles que pour la recherche d'hydrocarbures.
Le principe consiste à créer une onde acoustique à la surface et d'en mesurer numériquement l'écho à partir d'une série de capteurs sismiques également placés en surface. Les réflexions détectées seront causées par des changements de densité et de vitesse de propagation des ondes dans le milieu étudié. Les ondes de ce type ne se propagent pas le long des interfaces ; elles sont soit réfléchies, soit réfractées vers la discontinuité suivante. 
La réflexion sismique est devenue l'approche fondamentale de toute étude géologique. Limitée pendant longtemps à la définition géométrique des couches du sous-sol, elle permet aujourd'hui, grâce au progrès et aux innovations techniques, une véritable radiographie du sous-sol ; elle a ainsi rendu possible une bonne appréciation de leur contenu en fluides notamment en gaz, de leur nature lithologique et, dans le cadre du concept en stratigraphie séquentielle, de leurs significations sédimentologique et paléogéographique. À ce titre, la sismique est devenue l'outil de base du sédimentologue.
La réfraction sismique présente plusieurs avantages sur la réflexion sismique : la pénétration est souvent supérieure et on mesure de façon fort précise certaines des vitesses de propagation. En revanche, elle présente des inconvénients assez graves : le nombre des surfaces que l'on peut détecter est toujours beaucoup plus faible qu'en réflexion sismique, et il faut souvent des charges assez fortes pour fournir au sol l'énergie suffisante pour une réception correcte des ondes après un parcours de plusieurs dizaines de kilomètres. De plus, la réfraction sismique ne fournit pas d'image du sous-sol. 
C’est donc en fonction de ce que l’on cherche à observer que l’on va choisir sa méthode de prospection. Il faudra aussi trouver le bon compromis entre profondeur d’investigation et résolution verticale.

## Méthodes
Les navires sismiques combinent l'utilisation de canons à air, à eau, ainsi que d'autre moyens permettant de générer une source acoustique, afin de créer l'impulsion nécessaire à l'étude du fond.
Ne générant pas une impulsion secondaire juste après l'impulsion initiale, le canon à eau est préféré au canon à air. En effet, la seconde impulsion, (indésirée), perturberait et déformerait l'impulsion initiale, ce qui donnerait des informations erronées. Le canon envoie de l'eau aux alentours du navire, produisant des vibrations acoustiques pouvant être lues par les géophones. Après l'interprétation de ces ondes, les caractéristiques du plancher océanique sont révélées.
En complément de la sismique marine peut être utilisée une technique électromagnétique permettant de détecter la présence de pétrole. La combinaison des deux méthodes en fait alors une méthode de prospection directe.

## Réception et interprétation du signal
Quelle que soit la méthode utilisée pour générer une onde acoustique (canon à air ou canon à eau), l'onde réfléchie est récupérée par une (ou plusieurs) flûte sismique (streamer). Les géophones sont répartis le long d'une ou plusieurs lignes ou d'un filet tiré par un navire. Les informations récupérées sont collectées sous forme de signaux analogiques avant d'être transformés en signaux numériques. Ces derniers sont ensuite relayés vers un ordinateur qui traduit le signal. Une carte des fonds marins est ainsi créée, permettant aux géologues et géophysiciens de les interpréter. La présence d'hydrocarbures peut alors être facilement détectée.

## Controverses
Lors du séisme de 2017 en mer Égée et des tremblements de terre en Turquie même, le maire d'Ankara, Melih Gökçek désigne un navire de prospection sismique marine au large de la Turquie comme étant suspecté de l'avoir provoqué comme une arme sismique.